# Luận về sự hiểu biết của con người
Luận về sự hiểu biết của con người (An Essay Concerning Human Understanding) là tác phẩm của John Locke về nền tảng hiểu biết và kiến thức của con người. Nó được biết tới lần đầu năm 1689 (mặc dù được cho là xuất hiện năm 1690) với bản tiêu đề An Essay Concerning Humane Understanding. Ông mô tả tâm trí con người lúc mới sinh như 'blank slate' (là trống rỗng, không gắn liền với tinh thần bên trong), và dần được làm đầy thông qua trải nghiệm. Luận thuyết này là một trong nguồn luận thuyết chính của Chủ nghĩa kinh nghiệm trong triết học hiện đại, và nó gây ảnh hưởng đến nhiều triết gia thời kì khai sáng, như David Hume và George Berkeley.

## Phản ứng và ảnh hưởng
Nhiều quan điểm của Locke bị chỉ trích mạnh mẽ bởi những người theo Chủ nghĩa duy lý và Chủ nghĩa kinh nghiệm. Năm 1704, Gottfried Leibniz là 1 người theo Chủ nghĩa duy lý đã viết 1 luận thuyết bác bỏ những luận thuyết của Locke theo từng chương riêng rẽ, luận thuyết có tên Nouveaux essais sur l'entendement humain (Luận thuyết mới về sự hiểu biết của con người). Leibniz đã phê phán nhiều quan điểm của Locke, bao gồm quan điểm chối bỏ tâm trí bẩm sinh, quan điểm hoài nghi về phân loại loài, và khả năng có thể suy nghĩ của vật chất.